# Eishockey in Leipzig
Seit Beginn des 20. Jahrhunderts wird Eishockey in Leipzig gespielt. National waren die Vereinsmannschaften jedoch wenig erfolgreich. Zu Beginn des 21. Jahrhunderts wurde unter dem Namen Blue Lions Leipzig versucht, eine professionelle Eishockey-Mannschaft in Leipzig zu etablieren, die Trägergesellschaften gingen jedoch dreimal in Folge in Insolvenz. Seit der Saison 2010/11 spielen die Icefighters Leipzig in der drittklassigen Oberliga, seit 2012 als Mannschaft des Leipziger Eissport-Clubs.

## Geschichte

### Frühe Jahre

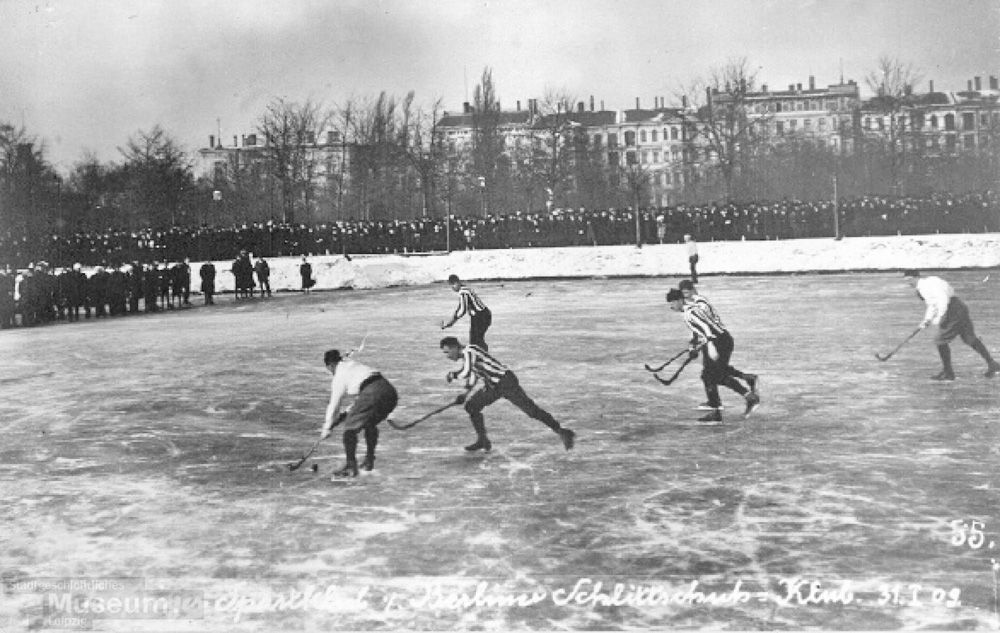
Bandyspiel LSC gegen den Berliner Schlittschuhclub auf dem Albertparkteich in Leipzig am 31. Januar 1909

Die Tradition der Eishockeymannschaften in Leipzig reicht bis ins Jahr 1901 zurück, als der Leipziger Sportclub am 30. April gegründet wurde. Initiatoren waren der Kaufmann Arthur Schomburgk, der den Sport von einer Nordamerikareise nach Leipzig brachte, und sein Bruder Wilhelm Schomburgk. Zunächst wurde Eishockey mit dem Ball gespielt, was dem heutigen Bandy ähnelt und sich rasch großer Beliebtheit erfreute. Bis zum Beginn des Ersten Weltkrieges nahmen neben dem Leipziger SC weitere Vereine Eishockey in ihr Sportprogramm auf und es kam zu ersten Duellen gegen internationale Mannschaften. 1908 und 1912 wurde die österreichisch-ungarische Eishockeymeisterschaft im Bandy errungen und der LSC war zu dieser Zeit die dominierende Mannschaft Deutschlands. Spielstätte war unter anderem der zugefrorene Teich an der Hauptallee im Albertpark. Aufgrund der großen Beliebtheit des Bandy-Sports gründeten sich zahlreiche weitere Mannschaften in Leipzig und trugen 1912 die erste Stadtmeisterschaft aus. Wegen ihrer Leistungsstärke wurde der LSC aus diesem Turnier ausgeschlossen und durfte nur eine zweite Mannschaft in den Wettbewerb schicken, welche jedoch den Pokal gewann. Am 27. Februar 1911 trug der Leipziger SC beim Berliner Schlittschuhclub ein für die Mannschaft ungewohntes Spiel mit der Scheibe nach den kanadischen Eishockeyregeln im Berliner Eispalast aus, welches 5:1 vom Leipziger SC gewonnen wurde.
1912 bekam der Verein die Zulassung für die Teilnahme an der ersten Deutschen Eishockeymeisterschaft, verzichtete jedoch trotz der vom Deutschen Eislauf-Verband aufgetragenen Favoritenrolle. Nach dem Ersten Weltkrieg dauerte es bis 1926, dass der Leipziger SC erstmals an einer Deutschen Meisterschaft im Eishockey teilnahm. In seiner Debütsaison erreichte die Mannschaft den sechsten und damit letzten Platz. In der Saison 1934/35 zog der LSC erstmals in die Endrunde um die Mitteldeutsche Meisterschaft ein und belegte dort am Ende den dritten Platz. Durch die Gleichschaltung der nationalsozialistischen Regierung wurde ab 1936 die Mitteldeutsche Meisterschaft abgeschafft und durch die Meisterschaften der Gaue Sachsen und Mitte ersetzt, bei dem die Leipziger bis zum Ende des Krieges unter verschiedenen Namen mehrfach den dritten Rang erzielten.

### Der Nachfolger des LSC nach dem Zweiten Weltkrieg

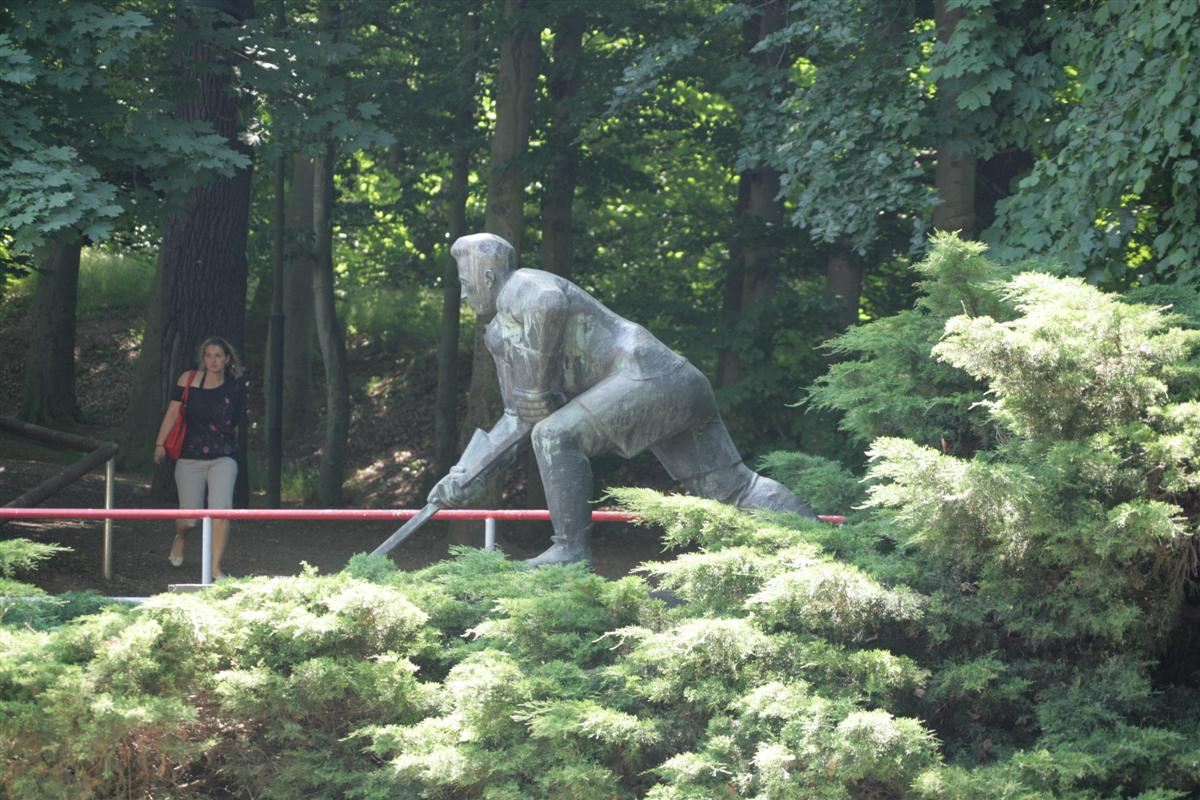
Der Vorreiter des Eishockeysport in Sachsen, Horst Kutter, als Bronzeplastik vor dem Eingang des Kunsteisstadions im Sahnpark in Crimmitschau.

Bereits im Winter 1946/47 wurde wieder Eishockey in Leipzig gespielt. Als Nachfolger des Leipziger Sport-Clubs agierte die BSG Aufbau Südwest Leipzig, welche 1953 den Aufstieg in die zweithöchste DDR-Liga erreichte. Im Jahr darauf fusionierte die Mannschaft auf Geheiß des späteren Sportwissenschaftlers und Nationalmannschafts-Trainers Hugo Döbler zur Eissportgemeinschaft Leipzig, einer der besten Mannschaften der DDR. Da der Eishockeysport der Regierung unterstand und dieser die Entwicklung missfiel, wurde die ESG nach nur einer Saison wieder aufgelöst. Teile der Mannschaft schlossen sich dem Ligakonkurrenten HSG Karl-Marx-Universität an oder gingen zum DHfK Leipzig.
Im September 1970 beschloss die Staatsführung der DDR, alle Eishockeyclubs bis auf die Mannschaften aus Weißwasser und Berlin aufzulösen. Alle bisher am Regelbetrieb teilnehmenden Mannschaften wurden zu Hobbymannschaften degradiert und durften nicht an einem Ligenbetrieb mitwirken. Darüber hinaus wurden jegliche finanzielle Zuwendungen gestrichen. Offiziell wurde verlautbart, dass der Eishockeysport zu teuer und devisenaufwendig sei und die vorhandene Infrastruktur für zukünftige Spitzenleistungen nicht ausreichend ist. Nach dem für mehrere Sportarten folgenschweren Beschluss der DDR-Sportführung, nur medaillenträchtige Sportarten zu fördern, wurde – auf Bestreben des Ministers für Staatssicherheit und Fan des Eishockey-Sports Erich Mielke – die DDR-Oberliga auf zwei Teams reduziert und der professionelle Eishockeysport in Leipzig kam zum Erliegen.

### EHC Leipziger Eislöwen
| Saison  | Liga | Vorrunde    | Endrunde      |
| ------- | ---- | ----------- | ------------- |
| 2000/01 | LL   | 12. Platz   | ––            |
| 2001/02 | LL   | 11. Platz ↑ | ––            |
| 2002/03 | SL   | 2. Platz    | ––            |
| 2003/04 | RL   | 2. Platz    | 7. Platz ↑    |
| 2004/05 | OL   | 3. Platz    | Halbfinale    |
| 2005/06 | RL   | 1. Platz    | 2. Platz      |
| 2006/07 | RL   | 1. Platz    | 1. Platz ↑    |
| 2007/08 | OL   | 2. Platz    | Viertelfinale |
| 2008/09 | OL   | 2. Platz    | Rückzug       |
| 2009/10 | RL   | 1. Platz    | 1. Platz      |

↑ ↓ in der Auf-/Abstiegsrunde
Nach der politischen Wende gab es lange Zeit keine Ambitionen, erneut eine Eishockeymannschaft in Leipzig zu errichten. Aus dem Leipziger Raum nahmen 1997 lediglich der Trebsener EC in der Landesliga und 1998 der SV Bad Düben an der Sachsenliga an einem geregelten Spielbetrieb teil. Am 7. Dezember 1998 wurde schließlich der EHC Leipziger Eislöwen gegründet, der in der Saison 2000/01 zunächst in der Landesliga antrat. Da es in Leipzig seit jeher keine Kunsteisbahn gab, zogen die Eislöwen zunächst in die südliche Großmarkthalle „Kohlrabizirkus“, dem so genannten „Eisdom in der Zwickauer Straße“. Der „Eisdom“ genügte den Anforderungen einer Spielstätte nicht und es musste auswärts in Grimma gespielt werden. Im Sommer 2002 wurde die Messehalle 6 zur Eishalle umfunktioniert und am 28. Dezember fand das erste Spiel des EHC in der Sachsenliga statt. In dieser Saison gelang der Aufstieg In die Regionalliga Ost. Im Sommer wurde die Mannschaft in „Blue Lions“ umbenannt. In der Saison 2003/04 nahm die Mannschaft an der viertklassigen Regionalliga Ost teil und schloss die Hauptrunde auf dem zweiten Platz ab. In der anschließenden gemeinsamen Meisterschaftsrunde der Regionalliga Nord und Ost erreichten die Leipziger den siebten Tabellenplatz. Die darauf folgende Spielzeit wurde die 1. Mannschaft in die Oberliga Nord-Ost aufgenommen und gab sich den Beinamen Blue Lions, da es in der Liga schon die Dresdner Eislöwen gab. Während der Saison gelang der Mannschaft das Erreichen der Halbfinalplayoffs um die Oberligameisterschaft gegen den EHC München. Zu diesem Zeitpunkt wurde aber für den Verwalter des Vereins – die Marketing-Event-Catering-Sportmanagements GmbH (MECS) GmbH – ein Insolvenzantrag gestellt, der zum Insolvenzverfahren führte. Da die Mannschaft nicht das Finale der Oberligameisterschaft erreichte, bedeutete die Eröffnung des Insolvenzverfahrens der Abstieg aus der Liga.

### Blue Lions
Das finanzielle Aus der Betreibergesellschaft bedeutete auch das Aus für den Stammverein EHC Leipziger Eislöwen e. V. Die neugegründete Betreibergesellschaft Sport & Kunst Marketing GmbH erhielt ihr Spielrecht von der neu gegründeten Eishockeyabteilung des SV Fortuna 02 Leipzig, die sich vorrangig der Nachwuchsarbeit verschrieb.
In der Saison 2005/06 gingen die Blue Lions eine Klasse tiefer mit neuer Betreibergesellschaft und neuem Stammverein in der Regionalliga Nord/Ost an den Start. Nach dem Erreichen des vierten Platzes in der Hauptrunde schaffte die Mannschaft in der Meisterrunde den ersten Platz. In den abschließenden Playoffs um den Aufstieg in die Oberliga scheiterten die Leipziger erst im Finale am Hauptrundenersten Rostocker Piranhas. Rostock verzichtete auf den Aufstieg, wodurch die Blue Lions die Chance hatten aufzusteigen. Dies lehnte der Verein jedoch aus finanziellen Gründen ab. Die folgende Saison spielten die Sachsen erneut um den Aufstieg in der Regionalliga Nord/Ost, welcher nach dem ersten Platz erreicht wurde. Zudem gewannen sie in der Spielzeit den Sachsenpokal gegen die SG Tornado Niesky. Mit neuem Management gingen die Blue Lions in die Oberliga 2007/08, wo das Saisonziel – das Erreichen der Playoffs – mit einem zweiten Platz nach der Hauptrunde und dem Einzug in das Viertelfinale erfüllt wurde. 2008 wollte sich die erste Mannschaft in der Oberliga etablieren, während unter dem Dach des Sächsischen Eishockey-Verbandes neben dem Nachwuchs eine weitere Seniorenmannschaft unter dem Namen EHC Fortuna Leipzig an der fünftklassigen Sachsenliga teilnahm. Am Ende der Hauptrunde stand ein zweiter Platz für die Blue Lions und die sportliche Qualifikation für die anschließende Playoff-Runde. Jedoch wurde bereits am 15. Januar 2009 durch das Finanzamt Leipzig der Antrag auf Eröffnung des vorläufigen Insolvenzverfahrens gestellt, welches am 1. März eröffnet wurde. Der neu gegründeten Auffanggesellschaft wurde vom zuständigen Gremium innerhalb der ESBG das Recht zugesprochen, auch 2009/10 eine Oberliga-Lizenz zu beantragen, musste jedoch im Gegenzug auf die Play-off-Teilnahme verzichten. Da die Oberliga in der Saison 2009/10 mangels Teilnehmer nicht in der Form einer Nord- und Südliga ausgespielt werden konnte, wurde von Seiten der neugegründeten Auffanggesellschaft die Entscheidung der ESBG über das Erlöschen der Ausnahmegenehmigung akzeptiert und eine Fortsetzung des Spielbetriebs in der Regionalliga Ost angekündigt.
Nachdem ab Dezember 2009 immer mehr Berichte über finanzielle Probleme bei den Blue Lions aufkamen, wurde im Januar 2010 von Geschäftsführer Franke Antrag auf Eröffnung des Insolvenzverfahrens gestellt. Durch das Entgegenkommen vorhandener und die Akquise neuer Sponsoren wurde die Mannschaft größtenteils zusammengehalten. Die Regionalliga-Saison konnte bis auf das letzte auswärts angesetzte Nachholspiel beendet werden. Nachdem am 1. April das Insolvenzverfahren offiziell eröffnet worden war, wurde für den 11. Mai 2010 die Gläubigerversammlung angesetzt.

### Icefighters
| Saison  | Liga    | Vorrunde | Endrunde      |
| ------- | ------- | -------- | ------------- |
| 2010/11 | OL Ost  | 8. Platz | –             |
| 2011/12 | OL Ost  | 2. Platz | Endrunde Nord |
| 2012/13 | OL Ost  | 2. Platz | Endrunde Nord |
| 2013/14 | OL Ost  | 1. Platz | Endrunde Nord |
| 2014/15 | OL Ost  | 1. Platz | Halbfinale    |
| 2015/16 | OL Nord | 8. Platz | Viertelfinale |
| 2016/17 | OL Nord | 7. Platz | Achtelfinale  |
| 2017/18 | OL Nord | 2. Platz | Viertelfinale |
| 2018/19 | OL Nord | 8. Platz | Pre-Playoffs  |
| 2019/20 | OL Nord | 5. Platz | abgebrochen   |
| 2020/21 | OL Nord | 6. Platz | Viertelfinale |
| 2021/22 | OL Nord | 5. Platz | Achtelfinale  |
| 2022/23 | OL Nord | 7. Platz | Achtelfinale  |
| 2023/24 | OL Nord | 7. Platz | Pre-Playoffs  |
| 2024/25 | OL Nord | 3. Platz |               |

Der Stammverein der Blue Lions, der SV Fortuna Leipzig, spielte in der Saison 2009/10 mit einer Amateur-Mannschaft in der Sachsenliga. Unter Hilfe einiger Spieler des Profiteams der Blue Lions konnte diese Mannschaft die Meisterschaft in der Sachsenliga und damit das Aufstiegsrecht erreichen. Der SV Fortuna nahm nach der Insolvenz der Blue Lions den Aufstieg wahr. Da gleichzeitig durch eine Ligenreform die bisherige Regionalliga Ost zur Oberliga Ost wurde, hatte Leipzig wieder eine Oberligamannschaft. Sie startete in der Saison 2010/11 erstmals unter dem neuen Namen Icefighters Leipzig.
Im Frühjahr 2011 wurde bekannt, dass ein russisch-deutscher Geschäftsmann plant, ein KHL-Team in Leipzig zu installieren. Das bisherige Team der Icefighters Leipzig sollte als Farmteam weiterbestehen. Sowohl die KHL als auch der Deutsche Eishockey-Bund unterstützen das Projekt jedoch nicht.
Nach der Teilnahme an der Oberliga 2011/12, in der die Mannschaft durch die Icefighters Projekt Leipzig UG organisiert wurde, wurde ab Frühjahr 2012 versucht, die Eishockeyaktivitäten beim bereits 2010 gegründeten Leipziger Eissport-Club (LEC) zu bündeln und die beim SV Fortuna liegende Oberligalizenz auf den LEC zu übertragen. Die für die Übertragung notwendigen verbandsrechtlichen Voraussetzungen konnten zunächst nicht erfüllt werden und nachdem eine Zusammenarbeit mit dem SV Fortuna nicht mehr fortgesetzt wurde, wurde der Mannschaft zunächst die Teilnahme an der Saison 2012/13 verwehrt.
Erst kurz vor Ende der Lizenzierungsphase trat der Großteil der Eishockeyspieler des SV Fortuna zum LEC über, so dass die verbandsrechtlichen Bedingungen erfüllt waren und den Icefighters das Startrecht für die folgende Oberliga-Saison zugesagt wurde.
Im März 2017 erwarb das Leipziger IT-Unternehmen eXa-online GmbH die Namensrechte, wodurch die Oberliga-Mannschaft bis 2023 als EXA IceFighters Leipzig auftrat. Zur Saison 2023/24 wurde mit der KSW-Gruppe, einem Leipziger Projektentwicklungsunternehmen, ein neuer Sponsor vorgestellt. Die Mannschaft heißt seither KSW IceFighters Leipzig.
Seit September 2018 spielen die Icefighters Leipzig auch wieder in Leipzig; der Umzug aus Taucha führte in den nördlichen Teil des Kohlrabizirkus. Zudem wurde zur Saison 2018/19 ein neues Logo vorgestellt.

### Bedeutende (ehemalige) Spieler
(Teamzugehörigkeit und Position in Klammern)
| - Daniel Just (2002–2006, Sturm) - Hendrik Bärschneider (2003–2008, Sturm) - Daniel Bartell (2005–2010, Sturm) - Andreas Bierzahn (2003–2005, Tor) | - Florian Eichelkraut (2005–2010, Sturm) - Max Kenig (2006–2009, Sturm) - Markus Witting (2007–2010, Verteidigung) - Andreas Felsch (2005–2010, Verteidigung) | - Esbjörn Hofverberg (2006–2008, Sturm) - Darren Martens (2002–2004, Sturm) - Marko Suvelo (2005–2006, Tor) - Kasper Kenig (2007–2009, Sturm) |

### Teilnahmen von Spielern am ESBG All-Star Game
Das ESBG All-Star Game fand von 2006 bis 2008 jährlich statt und vereinte die besten Spieler der 2. Bundes- und Oberliga.
| Teilnahmen am All-Star-Game während der Teamzugehörigkeit |          |           |                     |
| Name                                                      | Position | Teilnahme | Team                |
| Esbjörn Hofverberg                                        | Stürmer  | 2008      | Team United Nations |

## Spielstätten

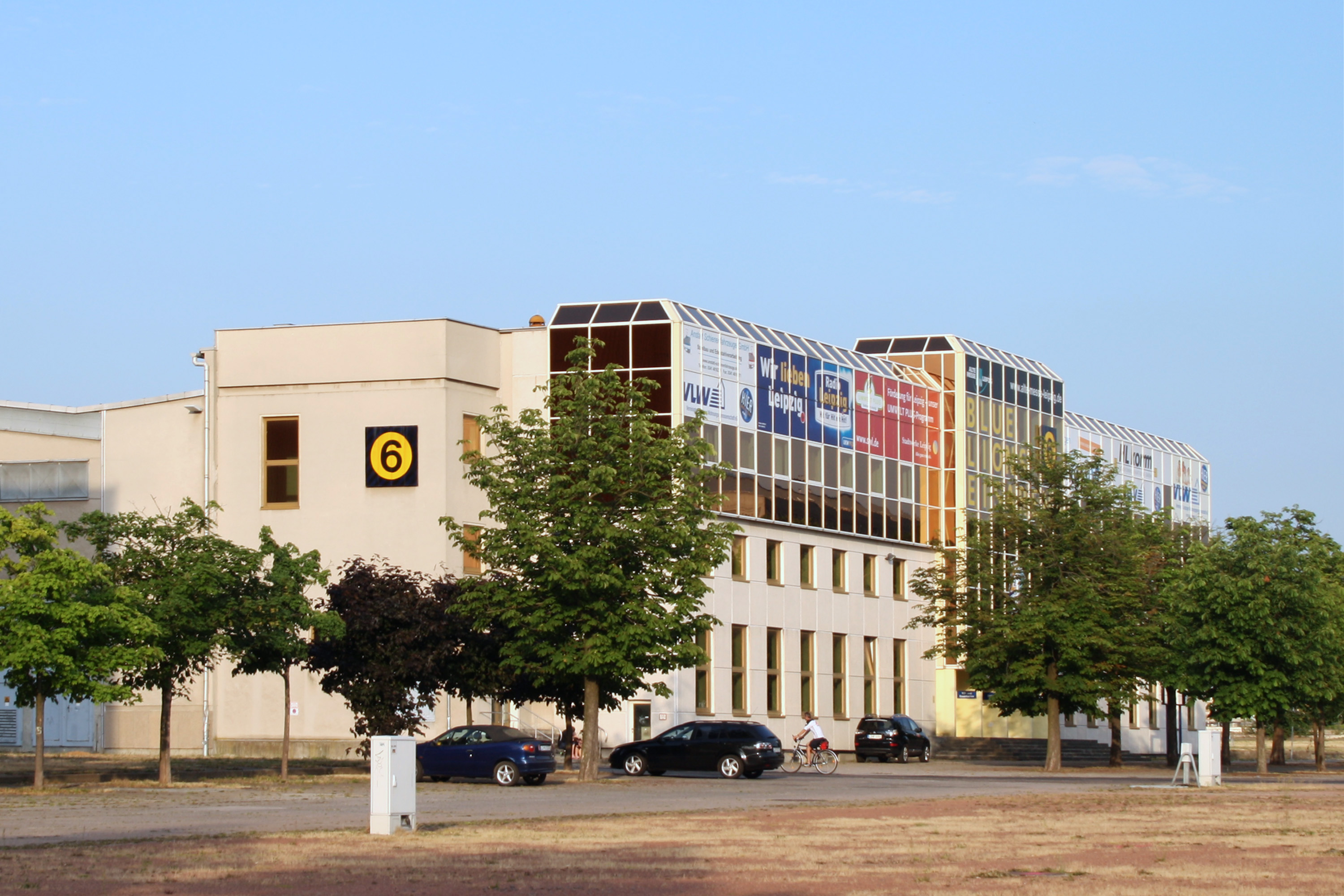
Messehalle 6 – ehemalige Spielstätte der Ice Fighters Leipzig (2010)

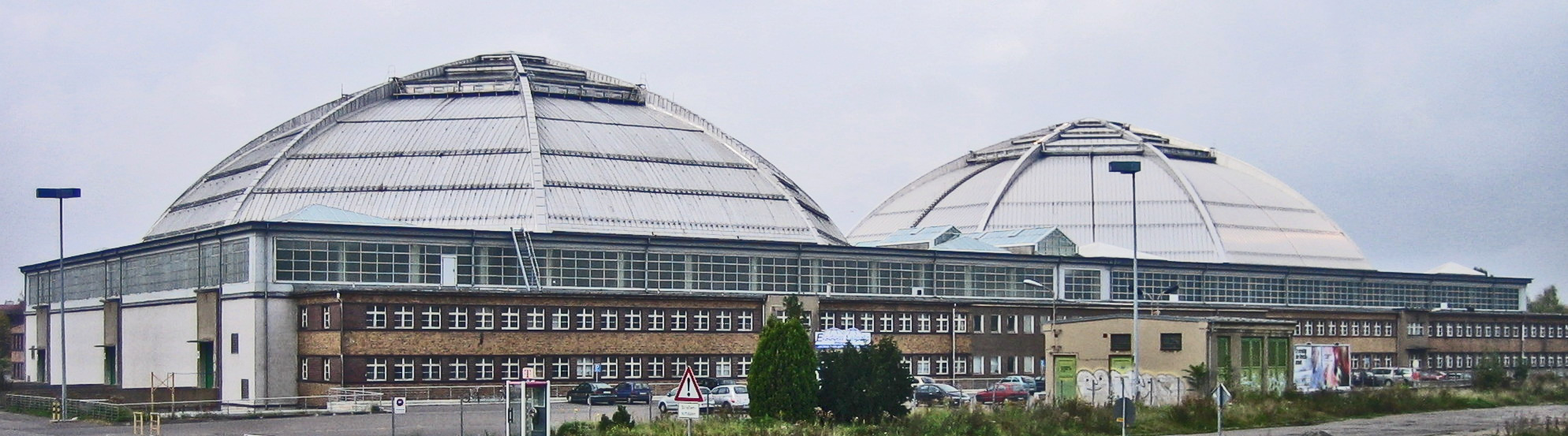
Kohlrabizirkus – Heimspielstätte ab der Saison 2018/2019

Auf dem alten Messegelände wurde bis zur Saison 2011/2012 die Messehalle 6 von den Icefighters als Eisstadion genutzt. Sie hatte eine Kapazität von 2.500 Zuschauern. Bis zur Einrichtung der Eislauffläche auf dem alten Messegelände in Leipzig spielten die Leipziger Mannschaften auf Natureisbahnen beziehungsweise im „Eisdom“ sowie in den Eishallen in Grimma und Halle.
Ab der Saison 2012/2013 spielten die Icefighters in der EisArena im Leipziger Vorort Taucha. Hierbei handelte es sich um eine Zeltkonstruktion, welche fast ausschließlich von ehrenamtlich arbeitenden Fans innerhalb von nur drei Wochen errichtet wurde. Das Zelt war als Übergangslösung für maximal 2 Spielzeiten gedacht, parallel zum Spielbetrieb wurde weiterhin der Neubau einer Eishalle in Leipzig forciert.
Der offizielle Namen der EisArena änderte sich über die Zeit: ursprünglich Dicolor Eisarena, ab 2015 Fexcom Eisarena, ab 2016 kW-RENT EisArena. Im Sommer 2016 stand der Betreiber der EisArena vor dem finanziellen Aus. Mittels Crowdfunding sammelte er € 150.000 ein, um die nächste Rate für den Mietkauf des Zelts zu bezahlen.
Im Frühjahr 2017 wurde bekanntgegeben, dass ein Umzug in den Kohlrabizirkus geplant wird. Es begannen Vorbereitungen zur Gründung einer Arena-Betreibergesellschaft, der Eisarena Leipzig GmbH.
Im Mai 2017 wurde seitens der zuständigen Bauaufsichtsbehörde die Nutzungserlaubnis für die Zeltkonstruktion in Taucha unter Auflagen letztmals bis zum 30. April 2018 verlängert und dadurch der Spielbetrieb für die Saison 2017/2018 gesichert.
Seit Beginn der Saison 2018/19 ist der „Eisdom im Kohlrabizirkus“ bzw. „Eiszirkus Leipzig“ neue Heimspielstätte des Clubs. Dafür wurden in der Nordhalle des Komplexes eine entsprechende Eisfläche sowie Tribünen für zunächst 2.500 Zuschauer hergerichtet. Im Juli 2019 wurde der Mietvertrag gekündigt, die Halle konnte in der Saison 2019/20 dennoch genutzt werden. Für die Saison 2020/21 wurde ein neuer Mietvertrag abgeschlossen. Seit September 2024 trägt die Eishalle den Sponsorennamen anona Icedome.